# Рупі Крейзе
Рупі Крейзе (нід. Roepie Kruize, 18 січня 1925 — 14 лютого 1992) — нідерландський хокеїст на траві.
Срібний призер Олімпійських Ігор 1952 року, бронзовий призер 1948 року.